# Rostro (artrópodos)
El rostro o rostrum es una estructura anatómica de los artrópodos que recuerda al pico de un ave. Recibe este nombre, entre otros, la prolongación anterior del caparazón de los crustáceos, el aparato bucal picador de los hemípteros y la prolongación anterior de la cabeza de los gorgojos. Como el rostro se ubica habitualmente en la región frontal de los artrópodos, la cabeza, se diferencia de la cola o de los apéndices caudales.

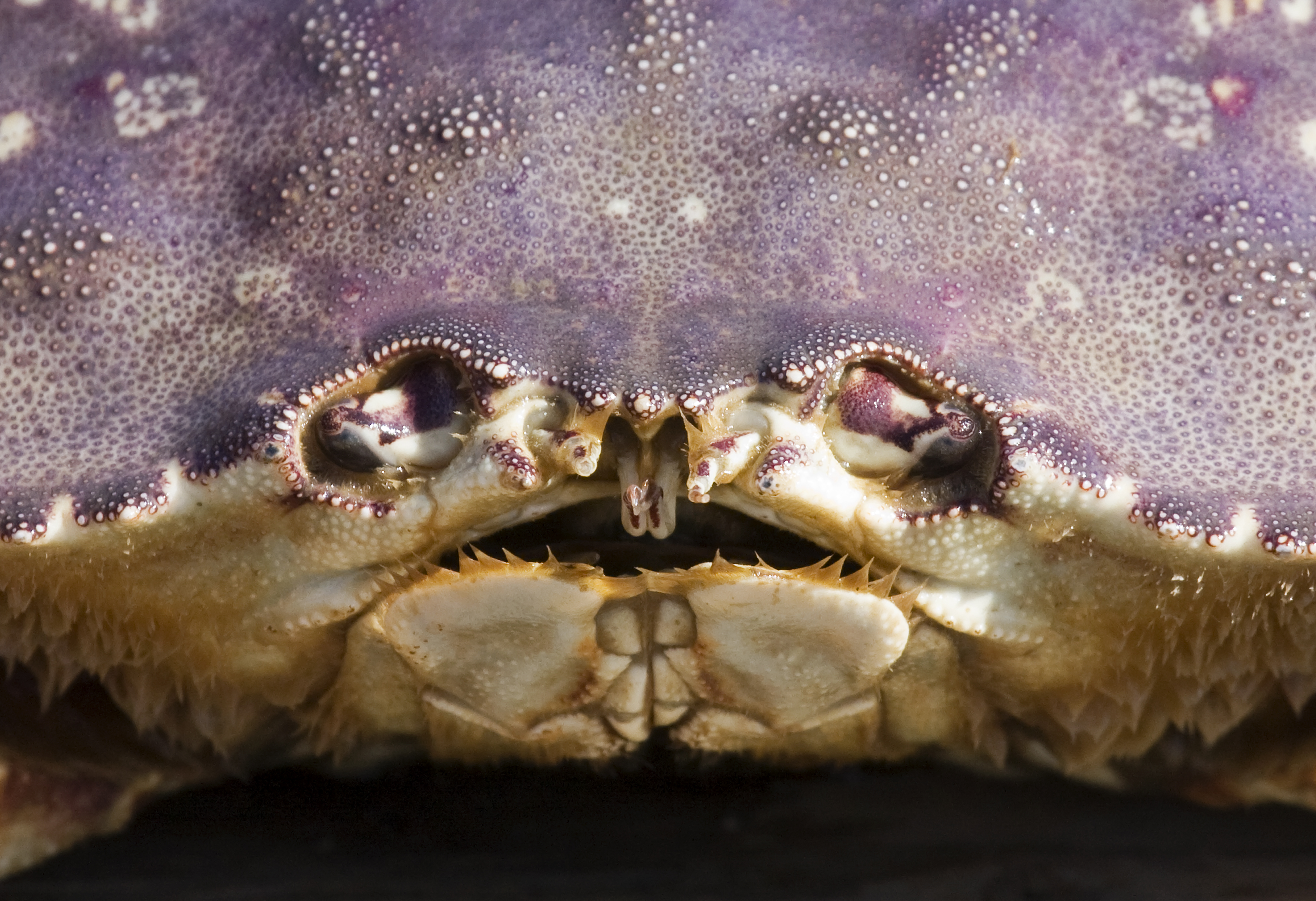
El rostro de este cangrejo se puede ver en el centro superior de la boca.
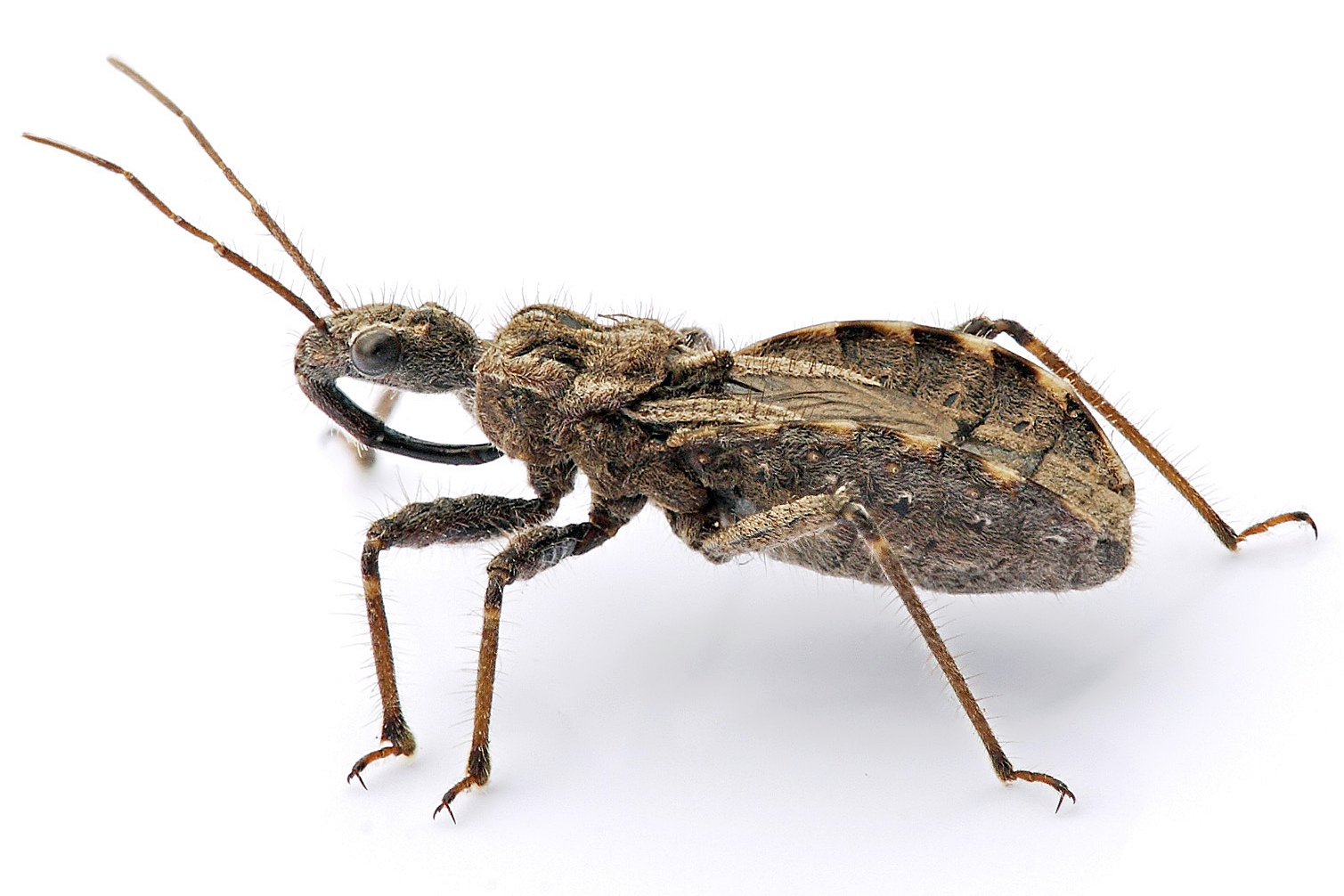
Los redúvidos usan su rostro curvado para apuñalar a sus presas.
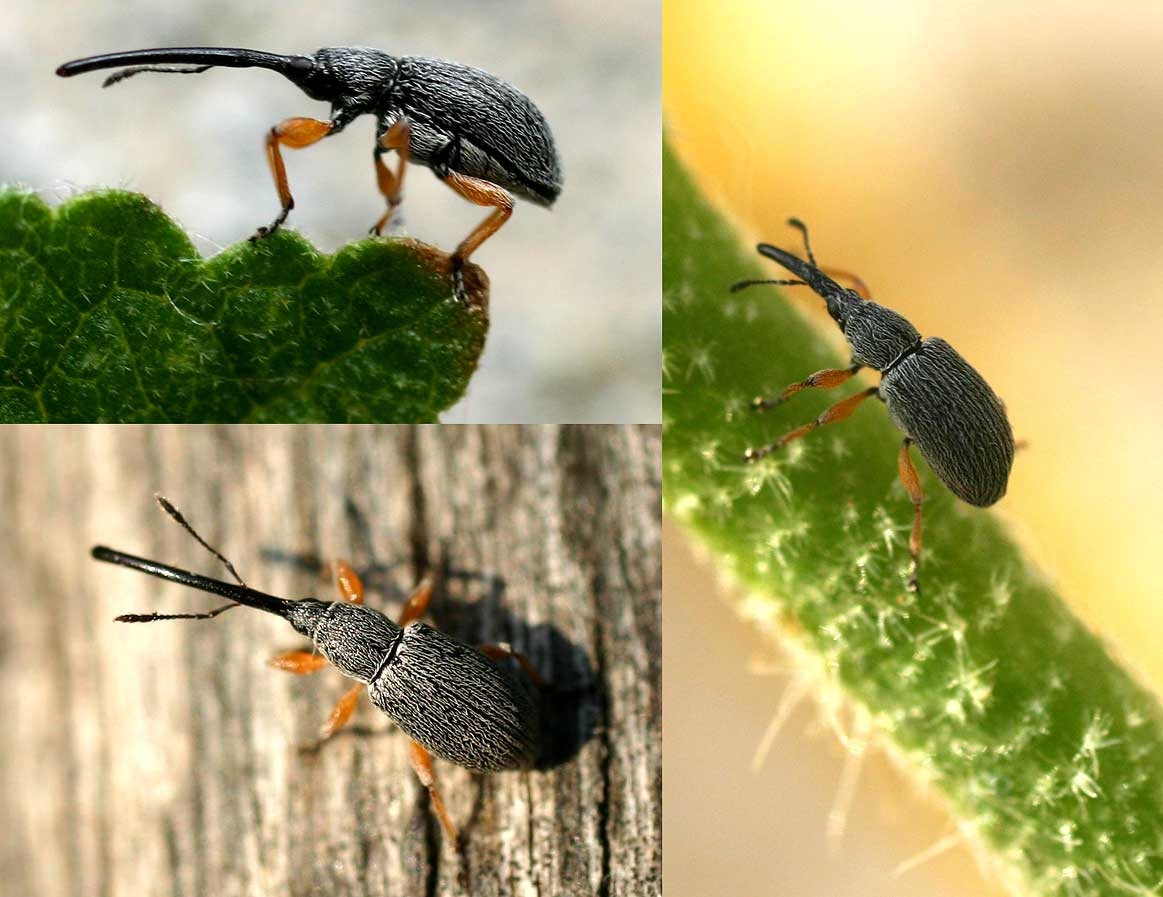
Algunos gorgojos tienen la cabeza muy alargada, formando un rostro curvado en cuyo extremo se abre la boca.